# Витория-ди-Санту-Антан
Витория-ди-Санту-Антан (порт. Vitória de Santo Antão) — муниципалитет в Бразилии, входит в штат Пернамбуку. Он объединяет промежуточный географический регион Ресифи.
Входит в экономико-статистический микрорегион Витория-ди-Санту-Антан. Население составляет 139 000 человек на 2019 год. Занимает площадь 368 км². Плотность населения — 341,2 чел./км².
Праздник города — 6 мая.
Основан в 1626 году португальцем Диого де Брага, иммигрантом с острова Санту-Антау в Кабель Зеленый.
В 1811 г. был возведен в город королем Домом Жуаном IV.

## История
В 1626 году португалец Антонио Диого де Брага, приехавший с острова Санту-Антау, с архипелага Кабо-Верде (бывшая колония Португалии), поселился у своих родственников и построил часовню в честь Санту-Антау. Санту-Антау-да-Мата В 1774 году город Брага назывался Санту-Антау-да-Мата, когда в нем уже проживало 4866 жителей. По субботам проводились открытые рынки, на которых жители производили свои продукты вручную для обслуживания поездов, которые приезжали из внутренних районов Минаса, чтобы купить эти продукты. Санту-Антау-да-Мата, помимо своего привилегированного положения с точки зрения водотоков, был расположен как перекресток на пути в Сан-Франциско через долину Мокото. В таком состоянии деревня должна была играть важную коммерческую роль, что подчеркивает тот факт, что «на своих еженедельных ярмарках тропейро продавали скот для снабжения Олинды и Ресифи, в дополнение к рападуре и меду (производимому на хитростях компании прихода), хлопчатобумажные ткани, ткани (в скромных домашних мастерских)» и др.

## Статистика
- Валовой внутренний продукт на 2004 год составляет 604 501 000,00 реалов (данные: Бразильский институт географии и статистики).
- Валовой внутренний продукт на душу населения на 2004 год составляет 4909,00 реалов (данные: Бразильский институт географии и статистики).

## География
Климат местности: тропический атлантический.